# Ardtalla
Ardtalla, schottisch-gälisch: Àird Talla, ist eine kleine Siedlung auf der schottischen Hebrideninsel Islay. Sie befindet sich etwa 14 km nordöstlich des Fährhafens Port Ellen und 17 km südöstlich der Inselhauptstadt Bowmore. Wenige hundert Meter südlich liegt die Bucht Claggain Bay. Der Ortsname setzt sich zusammen aus den gälischen Worten Àird für Fels und Talla für Ort.
Ardtalla besteht heute nur noch aus einem denkmalgeschützten Gehöft namens Ardtalla Farm. Im Jahre 1841 wurden in Ardtalla noch 58 Personen gezählt, die sich auf zehn Familien aufteilten. Ardtalla kann mit dem Auto erreicht werden. Dort endet die einspurige Straße, die von Port Ellen ausgehend entlang der Südküste über Lagavulin und Ardbeg führt und somit eine Fortführung der A846 darstellt. In Ardtalla befindet sich ein Stehender Stein. Dieser ist 1,4 m hoch bei einer Grundfläche von 33 × 48 cm. Ein zweiter nahegelegener Stein wird als unbedeutend beschrieben.